# SRH Hochschule in Nordrhein-Westfalen
Die SRH Hochschule in Nordrhein-Westfalen ist eine private, staatlich anerkannte Fachhochschule in Hamm (Nordrhein-Westfalen) mit den Schwerpunkten Logistik, Wirtschaft, Sozialwissenschaft und Psychologie. Sie wurde im Oktober 2013 vom Wissenschaftsrat institutionell akkreditiert und wurde 2018 reakredditiert.

## Entwicklung

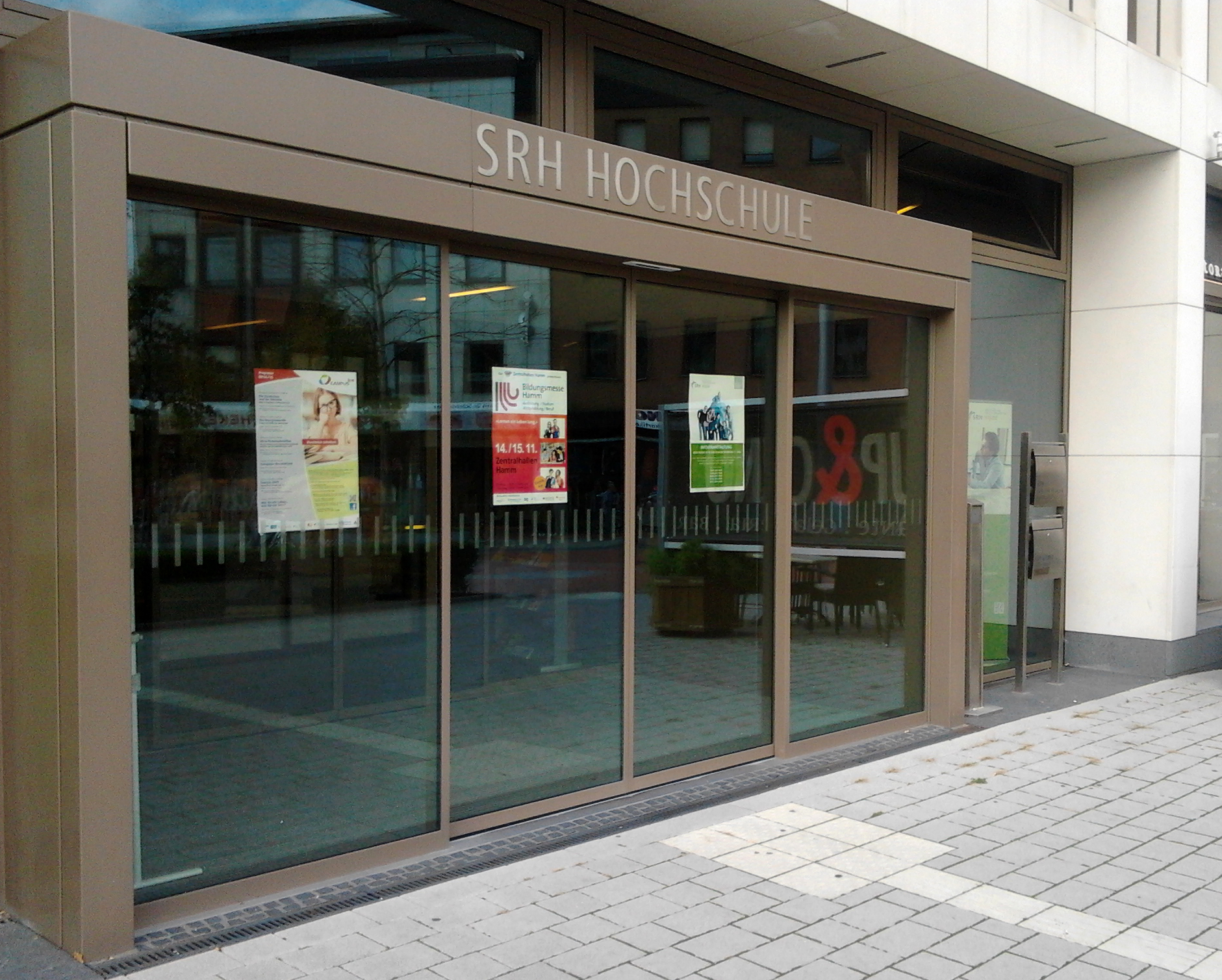
SRH Hochschule in Nordrhein-Westfalen

Die SRH Hochschule in Nordrhein-Westfalen wurde 2005 als SRH Fachhochschule Hamm gegründet. Nach einer Änderung des Studienangebots in Richtung Logistik und Energiewirtschaft erfolgte im September 2009 die Namensänderung in Hochschule für Logistik und Wirtschaft Hamm. 2018 wurde die Trägergesellschaft in SRH Hochschule Hamm GmbH umbenannt. Im selben Jahr 2018 wurden knapp 900 Studierende und Seminarteilnehmer betreut. 2019 wurde die Hochschule von „SRH Hochschule für Logistik und Wirtschaft“ in „SRH Hochschule Hamm“ umbenannt. Im Jahr 2020 wurde ein neuer Standort in Leverkusen entwickelt, an dem auch andere SRH-Unternehmen ihre Studienangebote platzieren können. Aufgrund dieser Expansion wurde die Trägergesellschaft im Jahr 2020 in „SRH Hochschule Nordrhein-Westfalen GmbH“ umbenannt. Im September 2020 wurde die Hochschule von SRH Hochschule Hamm in SRH Hochschule in Nordrhein-Westfalen umbenannt. Im Zuge eines Markenprozesses der SRH Holding wurde das Logo der Hochschule neu gestaltet. Die Hochschule erhielt 2021 das Siegel „klimapositiv“ und stellt die Maßnahmen dazu unter dem Projekt Orange but Green vor. In 2022 übernahm die SRH die DAV in Bremen.
Seit dem 1. Juli 2024 ist die Hochschule Teil der SRH University of Applied Sciences Heidelberg.

## Träger
Seit 2005 gehört die SRH Hochschule in Nordrhein-Westfalen zur SRH, einem Anbieter von Bildungs- und Gesundheitsdienstleistungen. Sie betreibt private Hochschulen, Bildungszentren, Schulen und Krankenhäuser. Mit rund 16.000 Mitarbeitern betreut die SRH mehr als eine Million Bildungskunden und Patienten im Jahr und erwirtschaftet einen Umsatz von über einer Milliarde Euro. Dachgesellschaft ist die SRH Holding (SdbR), eine gemeinnützige Stiftung mit Sitz in Heidelberg. Ziel der SRH ist es, die Lebensqualität und die Lebenschancen ihrer Kunden zu verbessern.

## Gebäude

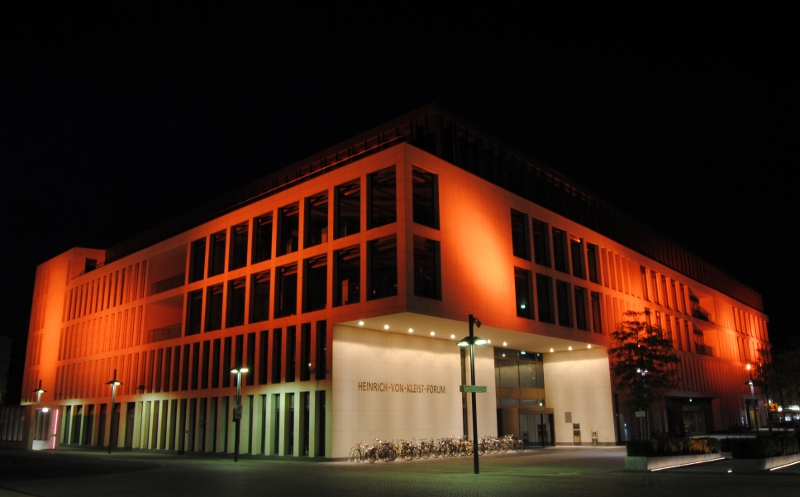
Heinrich-von-Kleist-Forum

Nach Gründung der Hochschule war das Öko-Zentrum NRW der Standort des Bildungsinstituts. Im Februar 2010 erfolgte der Umzug in das Heinrich-von-Kleist-Forum in der unmittelbaren Nähe zum Hammer Bahnhof. Das Forum beheimatet neben der Zentralbibliothek der Stadt und der Volkshochschule Hamm auch die SRH Hochschule in Nordrhein-Westfalen.

### Bachelor-Studiengänge
Die Hochschule bietet im Bachelor-Bereich das Studium Betriebswirtschaftslehre an, die mit dem Akademischen Grad des Bachelor of Arts (B.A.) abgeschlossen werden. Seit dem Wintersemester 2015/2016 wird der Bachelor-Studiengang Soziale Arbeit als Präsenzstudium, als Duales Studium und seit Wintersemester 2016/2017 auch als berufsbegleitendes Studium angeboten. Der Studiengang wird mit dem Akademischen Grad des Bachelor of Arts (B.A.) abgeschlossen. Der Studiengang Psychologie B.Sc. wird seit dem Wintersemester 2020/21 angeboten. Seit dem Wintersemester 2019/20 bietet die Hochschule die englischsprachigen Studiengänge „International Business Administration (B.A.)“ auch mit der Vertiefung Supply Chain Management an.

### Master-Studiengang
Die Hochschule bietet im Master-Bereich den konsekutiven Masterstudiengang Supply Chain Management (M.Sc.) an. Dieser kann sowohl im Präsenz- als auch im Fernstudium und wahlweise in deutscher oder englischer Sprache absolviert werden. Seit dem Wintersemester 2019/2020 bietet die SRH Hochschule Hamm den Masterstudiengang International Business and Engineering an. Mit dem Abschluss des Studiengangs wird der Akademische Grad des Master of Engineering (M.Eng.) erreicht. Seit dem Wintersemester 2021/22 werden die neuen Studiengänge New Work: Beraten.Coachen.Supervidieren (M.A.) und Personalpsychologie (M.Sc.) angeboten. Ab dem Wintersemester 2022/23 wird der Studiengang Circular Economy Management (M.A.) in englischer Sprache angeboten.
Ab dem Wintersemester 2018/2019 werden die meisten Studiengänge nach dem sogenannten CORE-Prinzip gelehrt, einer Lehrform, die kompetenzorientiertes Lernen in den Mittelpunkt stellt.

### Weiterbildung
Die einzelnen Module einiger Studiengänge können zugleich als Weiterbildung belegt werden. Bei der Aufnahme eines vollwertigen Studiums werden die erbrachten Leistungen aus dem Zertifikat anerkannt.

## Forschungsprojekte
Die SRH Hochschule in Nordrhein-Westfalen bietet eine Reihe an Forschungsprojekten für ihre Studierenden an. Mit Hilfe der Forschungsarbeiten setzten Studierende das erlernte Wissen in die Praxis um. Unterstützt und gefördert wird dieser Prozess durch zielgerichtete Kooperationen mit Wirtschaftsunternehmen. Die SRH Hochschule in Nordrhein-Westfalen hat sich Ende 2018 aufgrund ihrer seit 2017 stark forcierten Internationalisierungsstrategie dazu entschlossen, aus den daraus resultierenden Erfahrungen das Projekt ALLSTAY 4.0 zu starten. Ziel ist es, ausländische Fachkräfte auszubilden und langfristig in die deutsche Wirtschaft und Gesellschaft zu integrieren.